# Hemiculterella soldatovi
Hemiculterella soldatovi és una espècie de peix cipriniforme de la família dels ciprínids.